# Димешо
Димешо (фр. Dimechaux) насеље је и општина у североисточној Француској у региону Север-Па д Кале, у департману Север која припада префектури Авне сир Елп.
По подацима из 2011. године у општини је живело 356 становника, а густина насељености је износила 73,4 становника/km². Општина се простире на површини од 4,85 km². Налази се на средњој надморској висини од 178 метара (максималној 211 m, а минималној 145 m).

## Демографија
| 1962. | 1968. | 1975. | 1982. | 1990. | 1999. | 2011. |
| ----- | ----- | ----- | ----- | ----- | ----- | ----- |
| 140   | 167   | 193   | 267   | 280   | 274   | 356   |

График промене броја становника у току последњих година